# 桶川飛行学校平和祈念館
桶川飛行学校平和祈念館（おけがわひこうがっこうへいわきねんかん）は、埼玉県桶川市にある文化財を復原した祈念館。

## 概要

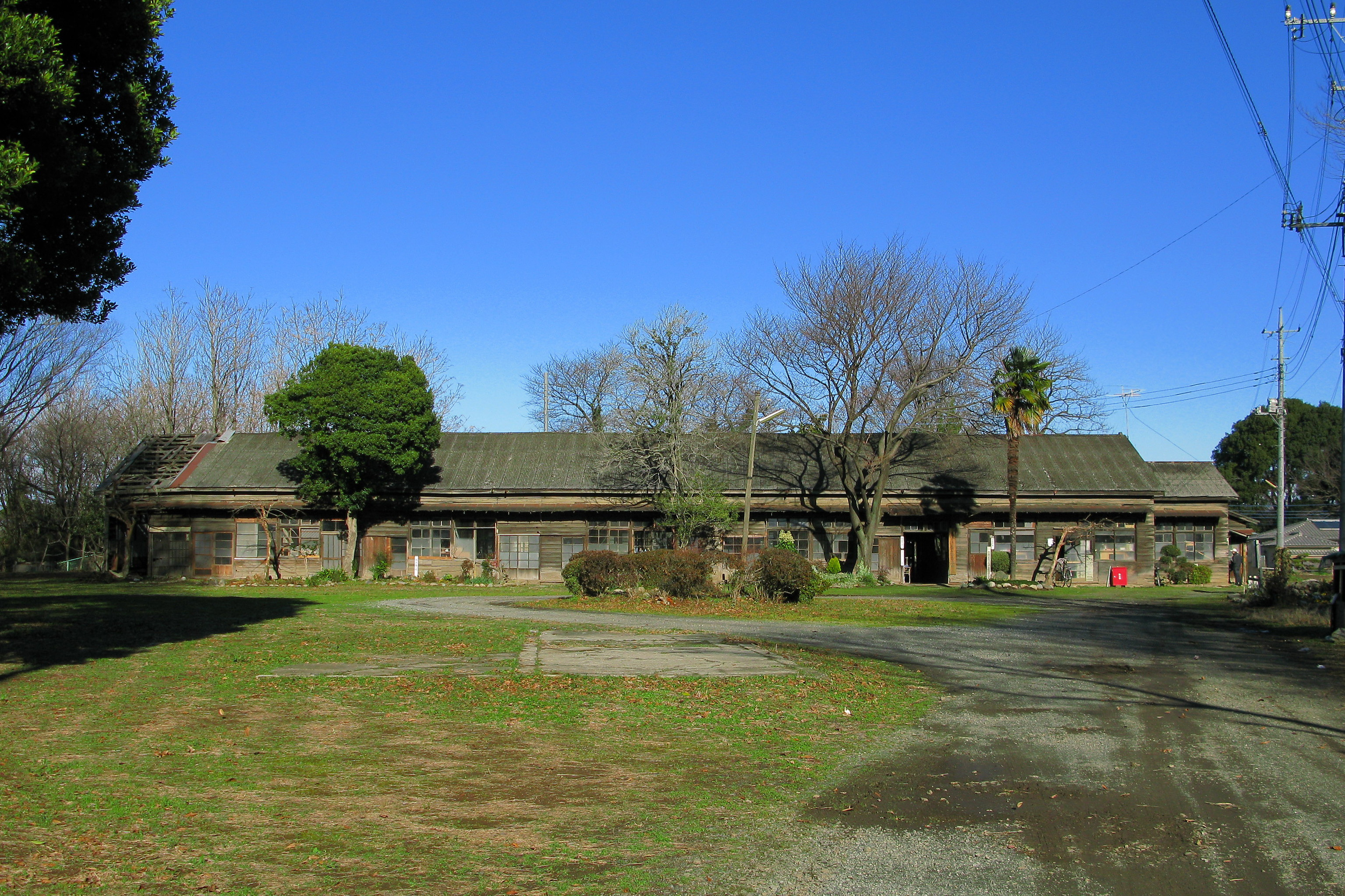
熊谷陸軍飛行学校桶川分教場（非現存）

1937年（昭和12年）6月に熊谷陸軍飛行学校桶川分教場として竣工され、1945年（昭和20年）2月まで使用された。その後同年には特別攻撃隊の訓練施設として使用されるようになった。戦後は1946年（昭和21年）頃までGHQが進駐していた時期を経たのち、長らく海外からの引揚者や生活困窮者などを受け入れる市営住宅（所在地から「若宮寮」と呼ばれた）として改修され、2007年（平成19年）3月まで使用されていた。その後市は建物を解体撤去して更地にして国に返還する予定であったが、「旧陸軍桶川飛行学校を語り継ぐ会」が中心となって集めた施設の保存を求めるおよそ14000人もの署名を受け、市はその保存に方針転換、2010年（平成22年）に国より土地を買い取り、保存計画案を策定し基金条例を設けた上で2016年（平成28年）2月29日には守衛棟、車庫棟、兵舎棟、便所棟、弾薬庫の5棟が桶川市指定文化財（有形文化財）となった。
ものつくり大学技能工芸学部建設学科が主導の元、建物の解体調査や各種設計図書の作成が行なわれた後、復原整備工事が2018年から2020年にかけて行われ、2020年（令和2年）8月4日に開館した。

## 沿革
- 2020年（令和2年）8月4日 - 開館。

## 所在地・利用情報
- 所在地 桶川市大字川田谷字若宮2335番地の16
- 開館時間 9:00-16:30（入館は16:00まで）
- 休館日 月曜日、月末日、年末年始ほか（詳細は公式サイト参照）
- アクセス 
  - JR高崎線桶川駅西口より東武バスウエスト川越04系統川越駅行き「柏原」下車、徒歩5分（毎日運行。本数は1時間毎程度）

## 参考資料
- “市指定文化財 旧熊谷陸軍飛行学校桶川分教場建物 保存活用計画（素案）” (PDF). 桶川市 (2017年5月). 2020年8月22日閲覧。